# Gallica (Automobilhersteller)
Gallica war ein französischer Hersteller von Automobilen.

## Unternehmensgeschichte
Das Unternehmen aus Bordeaux begann 1920 mit der Produktion von Automobilen. Der Markenname lautete Gallica. 1924 endete die Produktion.

## Fahrzeuge
Das Unternehmen verwendete viele Teile von Automobiles Ford, die seit 1916 ein Montagewerk in Bordeaux unterhielten und dort das Ford Modell T herstellten. So kamen der Vierzylindermotor und die Kraftübertragung vom Ford T. Die Vorderradaufhängung, der Kühlergrill und die Karosserien waren anders.
Ein Fahrzeug dieses Herstellers existiert noch. Es hat die Karosseriebauform Coupé de Ville.